# Fontaine place Saint-Georges à Haguenau
La fontaine place Saint-Georges à Haguenau est un monument historique situé à Haguenau, dans le département français du Bas-Rhin.

## Localisation
Ce bâtiment est situé place Saint-Georges et Grande'Rue à Haguenau.

## Historique
L'édifice fait l'objet d'une inscription au titre des monuments historiques depuis 1939